# 브라이언 리치
브라이언 조지프 리치(영어: Brian Joseph Leetch, 1968년 3월 3일~)는 미국의 아이스하키 선수, 지도자로 현역 시절 포지션은 수비수이다. 내셔널 하키 리그(NHL)에서 18시즌을 뛰며 뉴욕 레인저스, 토론토 메이플리프스, 보스턴 브루인스 소속으로 뛰었다.
NHL의 최고 수비수상인 제임스 노리스 메모리얼 트로피를 2회(1992, 1997) 수상했으며 뉴욕 레인저스의 1994년 스탠리 컵 파이널 진출에 기여하여 미국 태생 선수로는 최초로 플레이오프 MVP상인 콘 스미스 트로피을 받았다. 또한 1989년 NHL 신인상인 콜더 메모리얼 트로피을 받았다. 현역 은퇴 후인 2008년 1월에는 그의 등 번호(2번)가 뉴욕 레인저스의 영구 결번으로 지정되었으며 같은 해에 미국 하키 명예의 전당, 2009년에 하키 명예의 전당, 2023년에 국제 아이스하키 연맹 명예의 전당에 헌액되었다.

## 수상
클럽
- 스탠리 컵×1(1994)

국가대표팀
- 올림픽 은메달(2002)
- 월드컵 우승(1996)

개인
- 콜더 메모리얼 트로피(1989)
- 제임스 노리스 메모리얼 트로피(1992, 1997)
- 콘 스미스 트로피 트로피(1994)
- 하키 명예의 전당(2009)
- 국제 아이스하키 연맹 명예의 전당(2023)
- 미국 하키 명예의 전당(2008)
- 뉴욕 레인저스 영구 결번